# Altonaer Bekenntnis

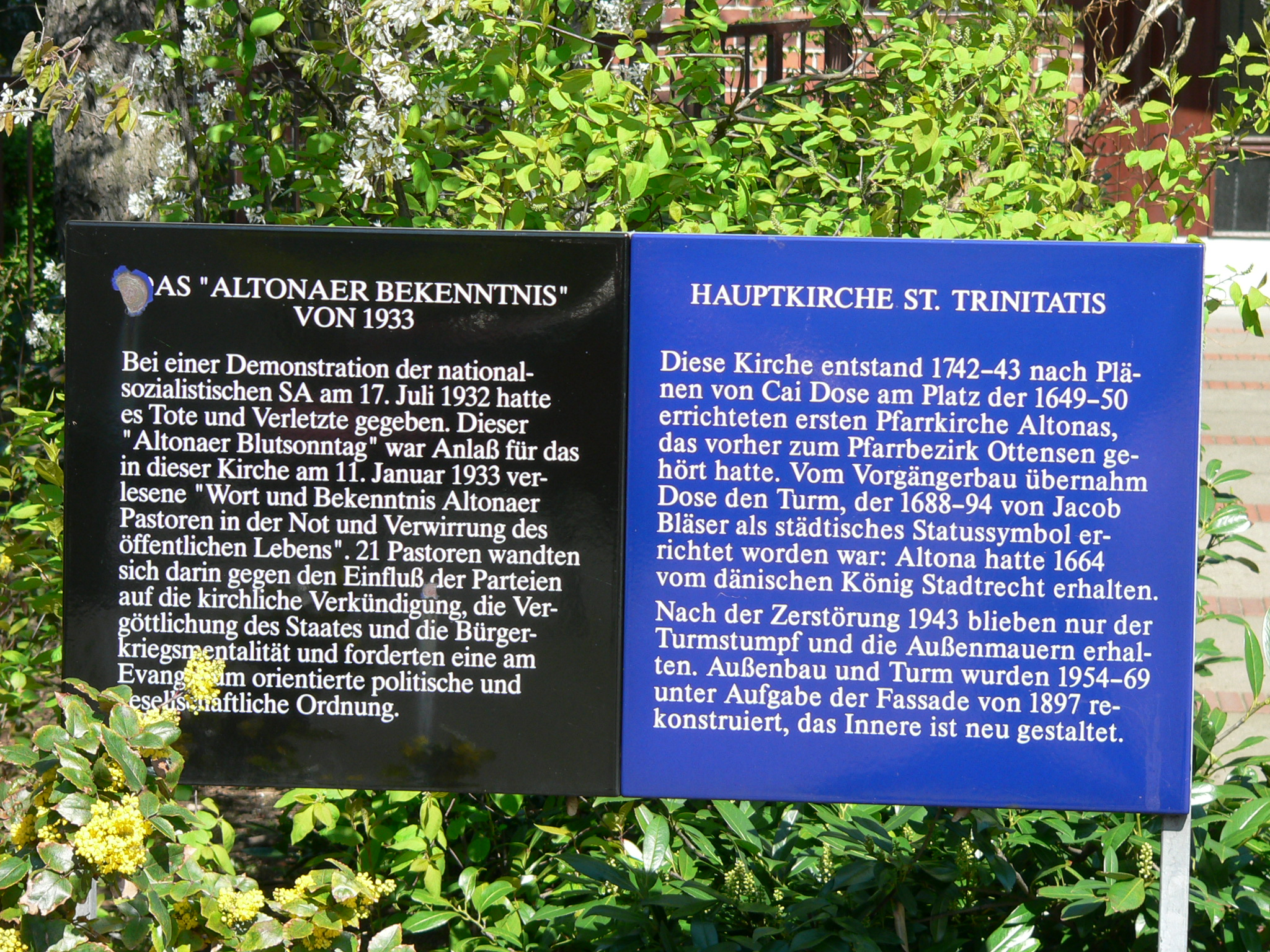
Altonaer Bekenntnis an der Hauptkirche Altona

Das Altonaer Bekenntnis ist der gebräuchliche Name für das Wort und Bekenntnis Altonaer Pastoren in der Not und Verwirrung des öffentlichen Lebens, eine Kanzelabkündigung, die von 21 Altonaer Pastoren am 11. Januar 1933 in der Hauptkirche Altona und der Petrikirche in Altona verlesen und in der Hamburgischen Kirchenzeitung vom 20. Januar 1933 abgedruckt wurde. Sie stellt eine späte Reaktion der Geistlichen auf den Altonaer Blutsonntag vom 17. Juli 1932 dar, an dem Kommunisten und Nationalsozialisten sich eine blutige Straßenschlacht mit 18 Toten geliefert hatten.

## Entstehung
Bereits am 18. Juli 1932, einen Tag nach dem Altonaer Blutsonntag, versammelten sich alle in Altona anwesenden evangelisch-lutherischen Pastoren beim Propst Georg Heinrich Sieveking. Sie planten für den folgenden Sonntag einen „Not-Gottesdienst“, bei dem eine „Botschaft der evangelisch-lutherischen Kirche in Altona“ verlesen wurde. Am 1. August 1932 setzte die Altonaer Pastorenkonferenz eine Kommission ein und beauftragte diese, die Haltung der Kirche zu den politischen Parteien und Bewegungen klarzustellen. Erfahrungsgemäß wurden Beerdigungsfeiern, die die Pastoren zu halten hatten, immer wieder zu politischen Demonstrationen umfunktioniert; daher sollten die Aufgaben von Kirche und Staat klar abgegrenzt werden.
Die erarbeiteten Thesen wurden in mehreren Gesamtkonferenzen ab September 1932 beraten. Dabei gab es starke Debatten um das Verhältnis von Schöpfung und Erbsünde und die Konsequenzen dieses Verhältnisses für das Verständnis von Politik und Kultur. Für Hans Asmussen, der maßgeblich mitwirkte, war die „Ablehnung des kirchlichen Liberalismus und Positivismus“ entscheidend. Die angestrebte Distanzierung der Kirche von Politik und Kultur insgesamt wurde nur von einer Minderheit liberaler Pfarrer kritisiert. Am 14. Dezember unterschrieben 21 Pastoren (Abraham, Andersen, Hans Asmussen, Christansen, Karl Hasselmann, Ernst Hildebrand, Hoffmann, Ketels, Knuth, W. Petersen, A. Reuter, R. Reuter, Roos, Schröder, Siegmann, Sieveking, Stalmann, Thedens, Thomsen, Thun  und Johannes Tonnesen) das fertiggestellte Altonaer Bekenntnis und setzten als Termin für die Verlesung einen Abendgottesdienst am 11. Januar 1933, einem Mittwoch, fest. An diesem Tag war die Altonaer Hauptkirche so überfüllt, dass ein Parallelgottesdienst in St. Petri gehalten wurde, wo Asmussen das Bekenntnis verlas. Der Text wurde in einer Auflage von 230.000 Exemplaren verbreitet und in der Hamburgischen Kirchenzeitung abgedruckt.

## Inhalt
Unter der Überschrift Das Wort und Bekenntnis Altonaer Pastoren in der Not und Verwirrung des öffentlichen Lebens wird zunächst als Aufgabe der Kirche definiert, „die Gewissen zu schärfen und das Evangelium zu verkünden.“ Zugleich werden Ansprüche abgewehrt, die auf eine Bundesgenossenschaft im politischen Kampf, Weihe und Rechtfertigung von politischem Handeln oder lediglich materielle Hilfe abzielen und dabei diesen fundamental anderen Auftrag der Kirche verkennen. Jeder der Artikel wird dabei mit Worten eingeleitet, die an die reformatorischen Bekenntnisschriften des 16. Jahrhunderts erinnern: „Wir glauben, lehren und bekennen“.
Im Artikel 1 „Von der Kirche“ heißt es: „Sie muss das Wort frei reden. Sie ist niemand untertan… […] Wenn jemand bei militärischen, staatlichen oder parteilichen Festen die Kirche nur dazu haben will, um die Feierlichkeit der Feste zu heben, missbraucht er die Kirche. […] Wer von der Verkündigung des Pastors erwartet, dass er eine bestimmte Wirtschaftsform, den Krieg oder den Frieden, den Waffendienst oder die Kriegsverweigerung rechtfertigen oder bestätigen soll – wer vom Pastor verlangt, [… dass er] den Heldentod fürs Vaterland unbedingt als seligen Tod ansprechen soll, der verleitet ihn zur Verleugnung des Herrn Christus und seines Erlösungswerkes.“
Artikel 2 „Von den Grenzen des Menschen“ verwirft die Utopie eines kommenden irdischen Weltreiches der Gerechtigkeit, des Friedens und der allgemeinen Wohlfahrt. Man verleugne damit die von Gott gesetzten Grenzen. Jede Partei, die solche Ziele in Aussicht stelle, werde zur Religion.
In Artikel 3 „Vom Staate“ wird Gott als Schöpfer des Staates bezeichnet. Es wird jedoch ein Widerstandsrecht eingeräumt: „Wenn aber der Fall eintritt, dass die Obrigkeit selbst wider ‚der Stadt Bestes‘ handelt, dann muss jeder entscheiden, wann der Augenblick gekommen ist, wo man Gott mehr gehorchen muss als dem Menschen“.
In Artikel 4 „Von den Aufgaben des Staates“ werden die Parteien kritisiert als politische Konfessionen, die den Bestand des Staates gefährden. In der Wortwahl fällt eine dem damaligen Zeitgeist verhaftete Diktion auf; unverkennbar wird auf den verhassten Friedensvertrag von Versailles angespielt: „Weil das Leben infolge der Sünde dauernd bedroht ist, gebietet Gott dem Staat die Bereitschaft, es im Notfall durch Waffengewalt zu verteidigen. Wenn es sein muss, müssen solche Verträge, die den Bestand des Staates gefährden, bekämpft und beseitigt werden. Denn das Leben ist grösser, als alles, was Menschen setzen. Gott hat uns als Deutsche geschaffen. Darum sollen wir auch Deutsche sein wollen. So gewiss jede Nation Lebensrecht und Lebenspflicht hat, so gewiss haben wir Deutsche es auch. Wo immer wir in unserem Deutschsein bedroht werden, hat die deutsche Obrigkeit die Aufgabe von Gott, Volk und Staat in seiner Deutschheit zu bewahren.“
Artikel 5 „Von den Geboten Gottes“ enthält Gedanken zur sonntäglichen Feiertagsruhe, zur Ehe, zur Gerichtsbarkeit und zur Arbeitslosigkeit. Es wird als Sünde bezeichnet, „wenn Volksglieder als untermenschlich gewertet werden, wenn der Respekt vor der deutschen Nation untergraben, sie selbst aber in Wehrlosigkeit den Angriffen und dem diplomatischen Spiel aller preisgegeben wird.“
Das Bekenntnis endet mit einem deutlichen Hinweis auf „das Wort vom Kreuz“ als Grund und Ziel der kirchlichen Botschaft. Dieses „wird am ehesten gehört, wo Menschen sich der Ordnung Gottes fügen und in den von Gott gesetzten Grenzen bleiben.“ Das Evangelium stelle alle an den rechten Platz und sei „damit alleinige Hilfe und völliges Heil für unser irdisches Vaterland.“

## Bewertungen
Die Bekenntnisschrift, maßgeblich von Hans Asmussen verfasst, richtete sich ideologiekritisch gegen politischen Extremismus jeder Art und gilt als das erste wichtige Dokument des kirchlichen Widerstandes gegen die NS-Diktatur, der sich wenig später in der Bekennenden Kirche organisierte. Die totale politische Neutralität der Kirche wird darin aufgegeben, und stattdessen werden politische Erlösungslehren scharf angegriffen. Es ist jedoch in der Forschung umstritten, inwieweit es direkt auf die Barmer Theologische Erklärung eingewirkt hat.
Auch wenn das Bekenntnis in einigen seiner Aussagen „dem autoritär-organischen Denken des Jungkonservativismus verpflichtet“ ist, liegt seine bleibende Bedeutung in der Abgrenzung gegen den Totalanspruch politischer Bewegungen, die sich als Heilsbringer ansehen. Der Kirchenhistoriker Klaus Scholder bewertet es als einen „Schritt in ein neues Land, dessen Bedeutung erst die kommenden Jahre ganz erweisen sollten“.

## Folgen
Das Bekenntnis fand ein lebhaftes Echo. Mehrere kirchliche Gruppen schlossen sich ihm an; und es wurde als Musterbeispiel einer kirchlichen Stellungnahme zum öffentlichen Leben angesehen. Die Einigkeit der beteiligten Pastoren hielt jedoch nicht lange an. Einige traten den Deutschen Christen bei, andere waren nach der Machtergreifung Repressalien ausgesetzt. Propst Sieveking verlor im Dezember 1933 sein Amt, Hans Asmussen wurde schon im Mai 1933 vorläufig und dann im Mai 1934 endgültig suspendiert und konnte bis Kriegsende nicht mehr als Pastor tätig sein. Er wirkte aber an der Barmer Theologischen Erklärung mit, die bis heute in vielen evangelischen Landeskirchen Geltung hat.